# Johannes Wislicenus
Pour les articles homonymes, voir Wislicenus.
Johannes Wislicenus (né le 24 juin 1835 à Kleineichstedt, mort le 5 décembre 1902 à Leipzig) est un chimiste allemand, principalement connu pour ses travaux pionniers dans le domaine de la stéréochimie.

## Biographie
Fils d'un théologien radical protestant, Gustav Wislicenus, Johannes est né à Kleineichstedt (maintenant quartier de Querfurt en Saxe-Anhalt), dans ce qui est à l'époque la Saxe prussienne. Il entre à l'université Martin-Luther de Halle-Wittemberg en 1853, avant que sa famille émigre pour l'Amérique en octobre de la même année. Pendant une courte période, il travaille à Harvard comme assistant du chimiste Eben Horsford, et en 1855 il est recruté comme enseignant à l'Institut de Mécanique de New York. Après son retour en Europe en 1856, il continue d'étudier la chimie à l'Université de Halle sous la direction de Wilhelm Heinrich Heintz. En 1860, il commence à enseigner à l'université de Zurich, et en 1868 il est nommé professeur de chimie dans cette université et à l'Institut polytechnique suisse. En 1872, il succède à Adolph Strecker à la chaire de chimie de l'université de Wurtzbourg, et en 1885 il succède à Hermann Kolbe comme professeur de chimie à l'université de Leipzig, jusqu'à sa mort en 1902.

## Ses recherches
À partir de la fin des années 1860, Wislicenus consacre ses travaux de recherche à la chimie organique. Ses travaux sur les isomères de l'acide lactique de 1868 à 1872 le conduisent à découvrir deux substances, dont la structure chimique est identique mais les propriétés physiques différentes. Il nomme cette différence "isomérie géométrique". Il défendra ensuite la théorie de Jacobus Henricus Van 't Hoff sur l'atome de carbone tétravalent asymétrique. Il pense en effet que cette théorie, couplée avec l'hypothèse qu'il existerait des "forces spécialement dirigées, les affinités-énergie", qui déterminerait la position relative des atomes au sein d'une molécule, pourrait donner la possibilité de bâtir une méthode expérimentale permettant de déterminer l'ordonnancement spatial des atomes dans des cas particuliers.

Lors de ses activités à Wurtzbourg, Wislicenus développe l'utilisation de l'acétoacétate d'éthyle en synthèse organique.
En 1898, il reçoit la médaille Davy, décernée par la Royal Society London en récompense de ses travaux en chimie organique et particulièrement dans le domaine de la stéréochimie.